# Tour del Llemosí 2017
El Tour del Llemosí 2017, 50a edició del Tour del Llemosí, es disputà entre el 15 i el 18 d'agost de 2017 amb quatre etapes. L'inici de la cursa fou a Panasòu i el final a Llemotges. La cursa formà part del calendari de l'UCI Europa Tour 2017, amb una categoria 2.1.
El vencedor final fou el francès Alexis Vuillermoz (AG2R La Mondiale), per davant del seu compatriota Élie Gesbert (Fortuneo-Oscaro) que guanyà la classificació dels joves. Va completar el podi l'italià Francesco Gavazzi (Androni Giocattoli-Sidermec). En les classificacions secundàries Philipp Walsleben (Beobank-Corendon) guanyà la classificació de la muntanya i l'AG2R La Mondiale la classificació per equips.

## Equips
L'organització convidà a prendre part en la cursa a dos equips UCI WorldTeams, tretze equips continentals professionals i cinc equips continentals:
| WorldTeams (2)- AG2R La Mondiale - FDJ Equips continentals professionals (13)- Androni Giocattoli - Bardiani CSF - Caja Rural-Seguros RGA - Cofidis, Solutions Crédits - Direct Énergie - Delko Marseille Provence KTM - Fortuneo-Oscaro - Gazprom-RusVelo - Roompot-Nederlandse Loterij - Sport Vlaanderen-Baloise - Wanty-Groupe Gobert - Wilier Triestina-Selle Italia - WB-Veranclassic-Aqua Protect Equips continentals (5)- Armée de terre - HP BTP-Auber 93 - Beobank-Corendon - Euskadi Basque Country-Murias - Roubaix Lille Métropole |
| |

## Etapes
| Etapa | Data       | Recorregut                           |                   | Km  | Vencedor d'etapa        | Líder de la general     |
| ----- | ---------- | ------------------------------------ | ----------------- | --- | ----------------------- | ----------------------- |
| 1a    | 15 d'agost | Panasòu - Rechoard                   | Etapa accidentada | 176 | Élie Gesbert (FRA)      | Élie Gesbert (FRA)      |
| 2a    | 16 d'agost | Fursac - Monts de Guéret             | Etapa accidentada | 189 | Alexis Vuillermoz (FRA) | Élie Gesbert (FRA)      |
| 3a    | 17 d'agost | Sent Pantalion de l'Archa - Chalmelh | Etapa accidentada | 186 | Cyril Gautier (FRA)     | Élie Gesbert (FRA)      |
| 4a    | 18 d'agost | Sent Junian de Chalhac - Llemotges   | Etapa accidentada | 165 | Guillaume Martin (FRA)  | Alexis Vuillermoz (FRA) |

## Classificació final
|    | Ciclista                | Equip                        | Temps       |
| -- | ----------------------- | ---------------------------- | ----------- |
| 1  | Alexis Vuillermoz (FRA) | AG2R La Mondiale             | 17h 26' 42" |
| 2  | Élie Gesbert (FRA)      | Fortuneo-Oscaro              | m. t.       |
| 3  | Francesco Gavazzi (ITA) | Androni Giocattoli-Sidermec  | 19"         |
| 4  | Julien Simon (FRA)      | Cofidis                      | + 28"       |
| 5  | Lorenzo Rota (ITA)      | Bardiani-CSF                 | + 29"       |
| 6  | Lilian Calmejane (FRA)  | Direct Energie               | + 35"       |
| 7  | Romain Sicard (FRA)     | Direct Energie               | + 40"       |
| 8  | Mauro Finetto (ITA)     | Delko Marseille Provence KTM | + 47"       |
| 9  | Marco Minnaard (NED)    | Wanty-Groupe Gobert          | + 50"       |
| 10 | Hubert Dupont (FRA)     | AG2R La Mondiale             | m.t.        |